# Drenaje y desarrollo de los Everglades
26°0′N 80°7′O / 26.000, -80.117

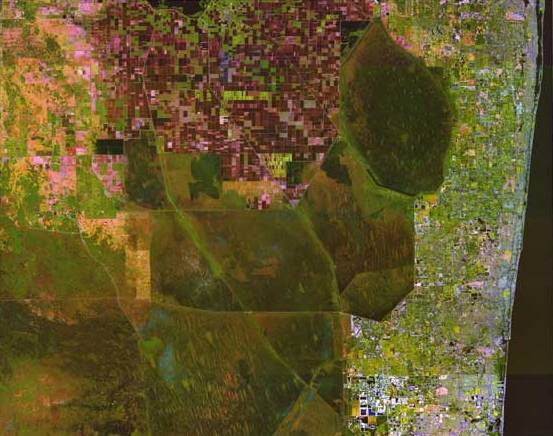
Imagen por satélite del norte de los Everglades con zonas urbanizadas en 2001, incluida la zona agrícola de los Everglades (en rojo), las zonas de conservación del agua 1, 2 y 3, y el área metropolitana del sur de Florida.

Un impulso nacional de expansión y progreso hacia finales del siglo XIX estimuló el interés por desecar los Everglades, una región de humedales tropicales del sur de Florida, para uso agrícola. Según los historiadores, "desde mediados del siglo XIX hasta mediados del siglo XX, Estados Unidos atravesó un periodo en el que no se cuestionó la eliminación de los humedales. De hecho, se consideraba lo correcto".
La historia de los proyectos de drenaje ha estado plagada de motivaciones políticas y financieras y de una falta de comprensión de la geografía y la ecología de los Everglades. Los Everglades forman parte de una enorme cuenca hidrográfica que nace cerca de Orlando y desagua en el lago Okeechobee, un lago inmenso y poco profundo. Cuando el lago supera su capacidad en la estación húmeda, el agua forma un río llano y muy ancho, de unas 100 millas (160 km) de largo y 60 millas (97 km) de ancho. A medida que la tierra del lago Okeechobee se inclina gradualmente hacia la bahía de Florida, el agua fluye a un ritmo de media milla (0,8 km) al día. Antes de la actividad humana en los Everglades, el sistema comprendía el tercio inferior de la península de Florida. El primer intento de drenar la región lo realizó el promotor inmobiliario Hamilton Disston en 1881. Los canales patrocinados por Disston no tuvieron éxito, pero los terrenos que compró para ellos estimularon un crecimiento económico y demográfico que atrajo al promotor ferroviario Henry Flagler. Flagler construyó un ferrocarril a lo largo de la costa este de Florida y, finalmente, hasta Cayo Hueso; las ciudades crecieron y se cultivaron tierras a lo largo de la línea férrea.

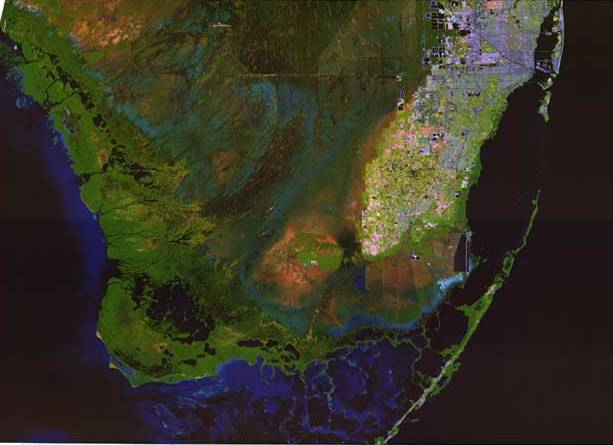
Imagen por satélite del sur de los Everglades con zonas urbanizadas en 2001, incluyendo el Parque Nacional de los Everglades, la Reserva Nacional de Big Cypress, la Bahía de Florida y el extremo sur del área metropolitana del sur de Florida.

Durante su campaña de 1904 para ser elegido gobernador, Napoleon Bonaparte Broward prometió drenar los Everglades, y sus proyectos posteriores fueron más eficaces que los de Disston. Las promesas de Broward desencadenaron un boom de tierras facilitado por los errores flagrantes de un informe de ingeniería, la presión de los promotores inmobiliarios y la floreciente industria turística en todo el sur de Florida. El aumento de la población trajo consigo cazadores descontrolados que tuvieron un efecto devastador en el número de aves zancudas (cazadas por sus plumas), caimanes y otros animales de los Everglades.
Los graves huracanes de 1926 y 1928 causaron daños catastróficos e inundaciones del lago Okeechobee que obligaron al Cuerpo de Ingenieros del Ejército a construir un dique alrededor del lago. Otras inundaciones en 1947 provocaron una construcción de canales sin precedentes en todo el sur de Florida. Tras otro auge demográfico después de la II Guerra Mundial y la creación del Proyecto de Control de Inundaciones del Centro y Sur de Florida, los Everglades se dividieron en secciones separadas por canales y dispositivos de control del agua que suministraban agua a las zonas agrícolas y urbanas recién urbanizadas. Sin embargo, a finales de la década de 1960, a raíz de una propuesta para construir un enorme aeropuerto junto al Parque Nacional de los Everglades, la atención nacional pasó de la explotación del terreno a la restauración de los Everglades.

## Exploración

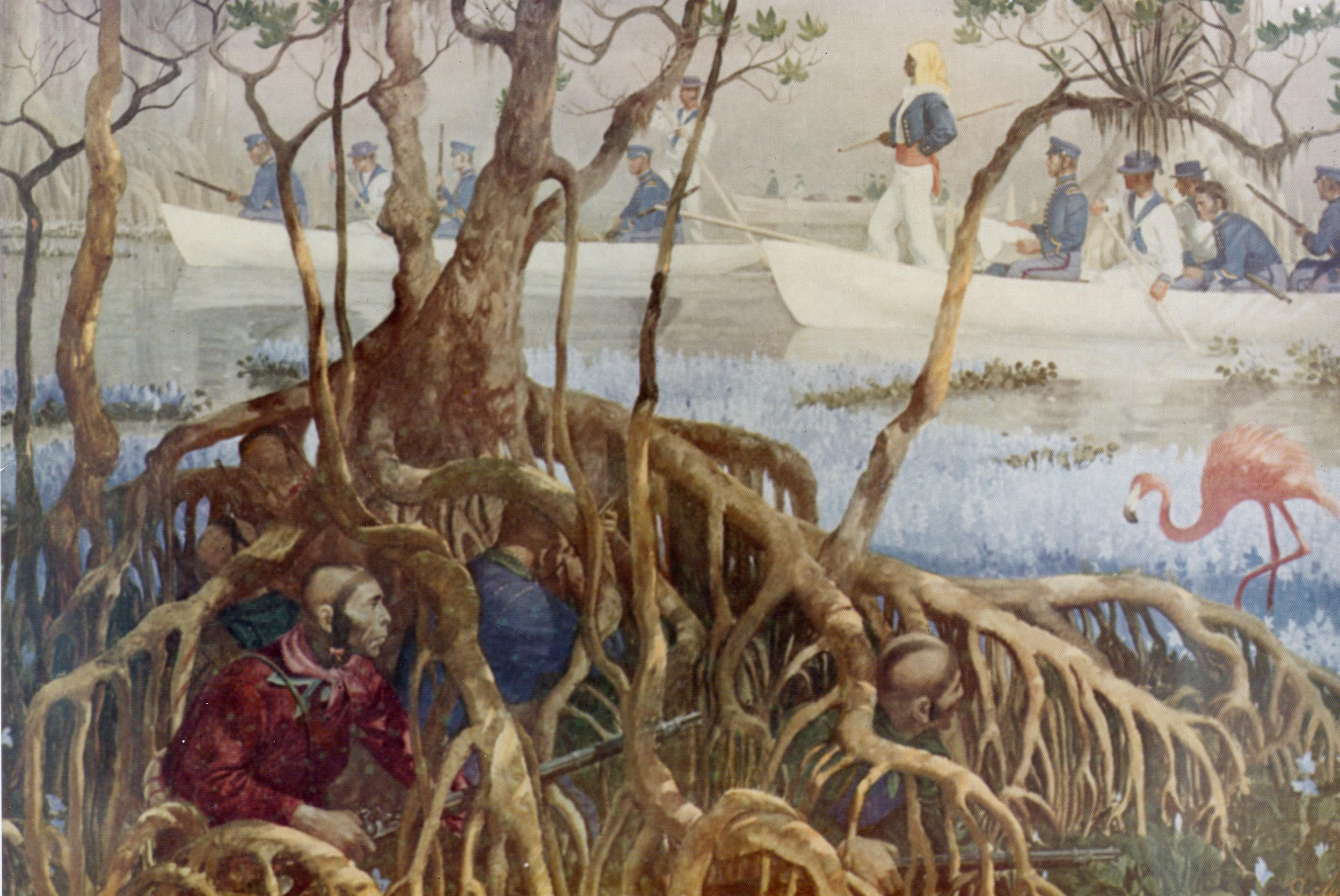
Los marines buscan a los seminolas entre los manglares durante la segunda guerra semínola.

La implicación estadounidense en los Everglades comenzó durante la Segunda Guerra Seminola (1836-42), un conflicto costoso y muy impopular. Estados Unidos gastó entre 30 y 40 millones de dólares y perdió entre 1.500 y 3.000 vidas. El ejército estadounidense expulsó a los seminoles a los Everglades y se les encomendó la tarea de encontrarlos, derrotarlos y trasladarlos al territorio indio de Oklahoma. Casi 4.000 seminoles murieron en la guerra o fueron expulsados. Los militares estadounidenses no estaban en absoluto preparados para las condiciones que encontraron en los Everglades. Se rasgaron la ropa con la hierba de sierra, se estropearon las botas con el suelo calcáreo irregular y se vieron acosados por los mosquitos. Los soldados se cortaron las piernas, los pies y los brazos en la hierba y se infectaron de gangrena, lo que acabó con muchas vidas y extremidades. Muchos murieron de enfermedades transmitidas por los mosquitos. Después de arrastrarse por el barro, un soldado murió exhausto en 1842. El general Thomas Jesup admitió que el ejército estaba abrumado por el terreno cuando escribió al Secretario de Guerra en 1838, tratando de disuadirle de prolongar la guerra.

Las opiniones sobre el valor de Florida para la Unión eran dispares: algunos pensaban que era una tierra inútil de pantanos y animales horribles, mientras que otros la consideraban un regalo de Dios para la prosperidad nacional. En 1838 los comentarios en The Army and Navy Chronicle apoyaban el futuro desarrollo del sur de Florida:
[El] clima [es] muy agradable; pero, por falta de observación real, [no] podría hablar con tanta seguridad del suelo, aunque, por la apariencia de la vegetación circundante, una parte de él, al menos, debe ser rica. Siempre que los aborígenes se vean obligados a abandonar sus refugios, como finalmente ocurrirá, el espíritu emprendedor de nuestros compatriotas descubrirá muy pronto las secciones mejor adaptadas al cultivo, y los everglades, ahora estériles o improductivos, florecerán como un jardín. La impresión general es que estos Everglades son inhabitables durante los meses de verano, por estar desbordados por las abundantes lluvias de la estación; pero si se demuestra que estas inundaciones son causadas o aumentadas por obstrucciones a los cursos naturales de los ríos, como salidas a los numerosos lagos, la industria americana eliminará estas obstrucciones.

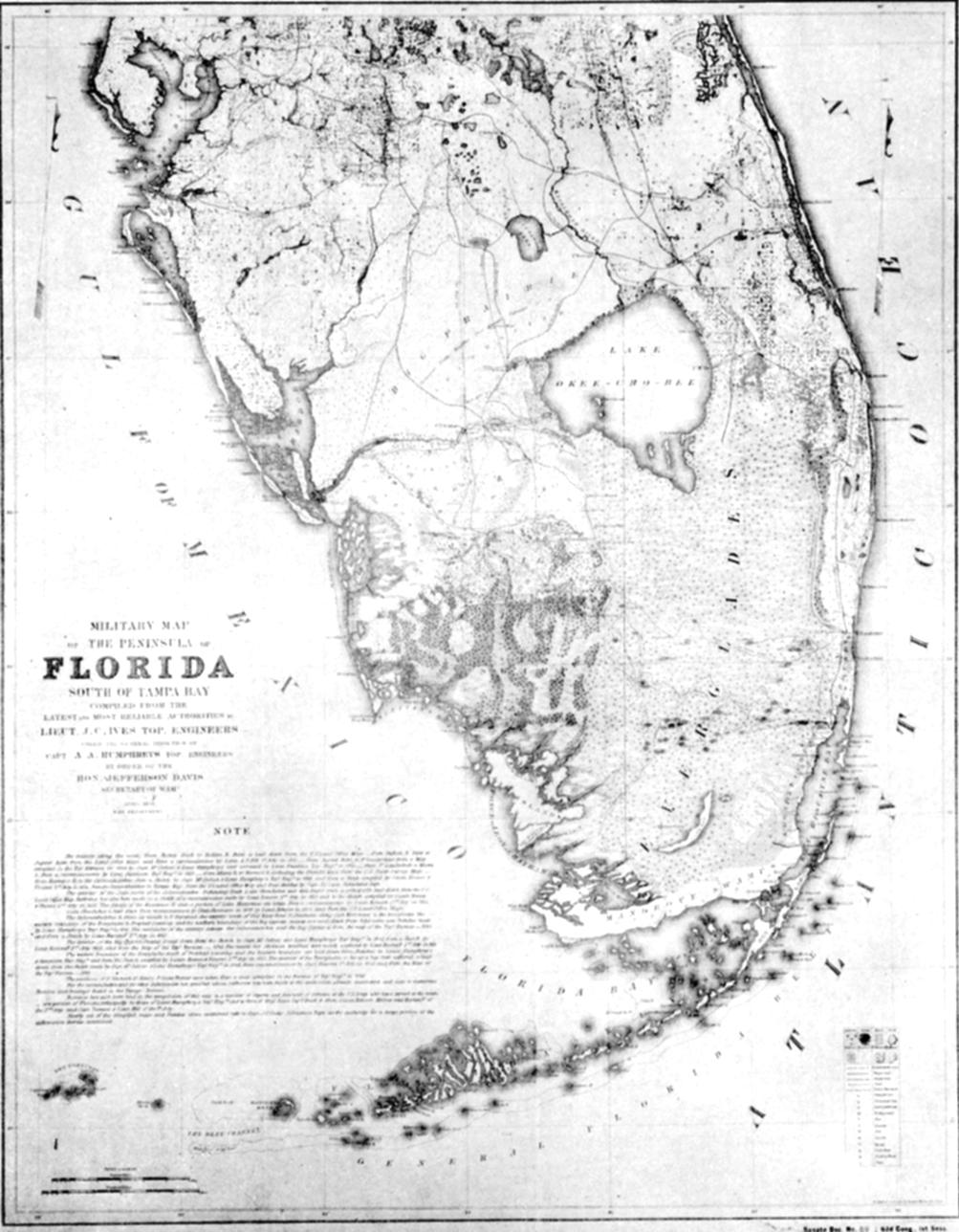
Mapa de los Everglades realizado por el Departamento de Guerra de EE. UU. en 1856: la acción militar durante las Guerras Seminolas mejoró el conocimiento de las características de los Everglades.

La penetración militar en el sur de Florida ofreció la oportunidad de cartografiar una parte poco conocida del país. Todavía en 1823, los informes oficiales dudaban de la existencia de un gran lago interior, hasta que los militares se encontraron con los seminoles en la batalla del lago Okeechobee en 1837. Para vengarse de los repetidos ataques por sorpresa contra él mismo y los almacenes de municiones, el coronel William Harney dirigió una expedición a los Everglades en 1840, para dar caza a un jefe llamado Chekika. Con Harney iban 90 soldados en 16 canoas. El relato del viaje de un soldado en el St. Augustine News fue la primera descripción impresa de los Everglades disponible para el público en general. El escritor anónimo describió la caza de Chekika y el terreno que estaban atravesando: "Ningún país del que yo haya oído hablar se le parece; parece un vasto mar lleno de hierba y árboles verdes, y destinado expresamente a servir de refugio a los pícaros indios, del que el hombre blanco nunca intentaría expulsarlos".
Se determinó que la culpa final del estancamiento militar no recaía en la preparación militar, los suministros, el liderazgo o la superioridad táctica de los seminoles, sino en el impenetrable terreno de Florida. Un cirujano del ejército escribió: "De hecho, es una región de lo más horrible para vivir, un paraíso perfecto para los indios, caimanes, serpientes, ranas y cualquier otro tipo de reptil repugnante". La tierra parecía inspirar reacciones extremas de asombro u odio. En 1870, un autor describió los manglares como un "derroche de la más grandiosa exhibición de la naturaleza al tener estos carnavales de espléndida vegetación en lugares aislados donde rara vez se ven". Un grupo de cazadores, naturalistas y coleccionistas se aventuró a atravesarlos en 1885, llevando consigo al nieto de 17 años de un antiguo residente de Miami. El paisaje inquietó al joven poco después de adentrarse en el río Shark: "El lugar parecía salvaje y solitario. Hacia las tres de la tarde pareció poner nervioso a Henry y le vimos llorar, no quiso decirnos por qué, simplemente estaba asustado".
En 1897, Hugh L. Willoughby pasó ocho días en canoa desde la desembocadura del río Harney hasta el río Miami. Escribió sus observaciones y las envió al New Orleans Times-Democrat. Willoughby describió el agua como sana y saludable, con numerosos manantiales y 10.000 caimanes "más o menos" en el lago Okeechobee. La partida se encontró con miles de aves cerca del río Shark, "matando a cientos, pero continuaron regresando". Willoughby señaló que gran parte del resto del país había sido cartografiado y explorado, excepto esta parte de Florida, y escribió: "Tenemos una extensión de tierra de ciento treinta millas de largo y setenta millas de ancho que es tan desconocida para el hombre blanco como el corazón de África".

## Drenaje
Ya en 1837, un visitante de los Everglades sugirió el valor de la tierra sin el agua:

¿Podría drenarse profundizando los desagües naturales? ¿No abriría al cultivo inmensas extensiones de rico suelo vegetal? ¿Podría mejorarse la fuerza del agua, obtenida mediante el drenaje, para algún fin útil? ¿Este drenaje convertiría el país en insalubre? Muchas preguntas como estas pasaron por nuestras mentes. Sólo pueden resolverse mediante un examen minucioso de todo el país. Si se bajaran las aguas diez pies, probablemente se desecarían seiscientos mil acres; si esto resultara ser un suelo rico, como parece probable, ¡qué campo se abriría para las producciones tropicales! ¡Qué facilidades para el comercio!
El representante territorial David Levy propuso una resolución que fue aprobada en el Congreso en 1842: "que se ordene al Secretario de Guerra que presente ante esta Cámara la información que pueda obtenerse en relación con la viabilidad y el gasto probable de drenar los Everglades de Florida". A partir de esta directiva, el Secretario del Tesoro, Robert J. Walker, pidió a Thomas Buckingham Smith, de San Agustín, que consultara a aquellos con experiencia en los Everglades sobre la viabilidad de drenarlos, diciendo que le habían dicho que dos o tres canales hasta el Golfo de México serían suficientes. Smith pidió a los oficiales que habían servido en las Guerras semínolas que respondieran, y muchos se mostraron a favor de la idea, promoviendo la tierra como un futuro activo agrícola para el Sur. Unos pocos no estaban de acuerdo, como el capitán John Sprague, quien escribió que "nunca supuse que el país despertaría interés, más que como escondite para los indios, y si se me hubiera ocurrido que se iba a discutir una empresa tan grande, tan absolutamente impracticable, como el drenaje de los Ever Glades, no habría desperdiciado la pluma sobre un tema tan fructífero, y que sólo pueden entender aquellos que han vadeado el agua hasta el fondo y examinado cuidadosamente la costa occidental por tierra y por agua".

No obstante, Smith devolvió un informe al Secretario del Tesoro en el que solicitaba 500.000 dólares para realizar el trabajo. El informe es el primer estudio publicado sobre el tema de los Everglades, y concluía con la siguiente afirmación:

Los Ever Glades son ahora sólo aptos para el refugio de alimañas nocivas o el balneario de reptiles pestilentes. El estadista cuyos esfuerzos hagan que los millones de acres que contienen, y que ahora carecen de todo valor, rebosen con los productos de la industria agrícola; el hombre que de este modo aumente los recursos de su país... merecerá un alto lugar en el favor público, no sólo de su propia generación, sino de la posteridad. Habrá creado un Estado.
Smith sugirió cortar el borde de los Everglades (conocido hoy como la Dorsal mesoatlántica), conectando las cabeceras de los ríos con la costa, de modo que se drenaran 1,2 m (4 pies) de agua de la zona. El resultado, esperaba Smith, serían tierras de cultivo adecuadas para el maíz, el azúcar, el arroz, el algodón y el tabaco.
En 1850, el Congreso aprobó una ley que otorgaba a varios estados tierras pantanosas dentro de sus límites estatales. La Ley de Tierras Pantanosas de 1850 garantizaba que el estado sería responsable de financiar los intentos de convertir los humedales en tierras de cultivo. Florida formó rápidamente un comité para consolidar las subvenciones destinadas a sufragar dichos intentos, aunque la atención y los fondos se desviaron debido a la Guerra Civil y la Reconstrucción. Hasta después de 1877 no se volvió a prestar atención a los Everglades.

### Los canales de Hamilton Disston

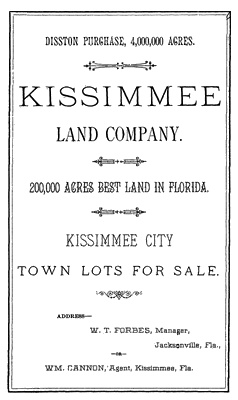
Anuncio de venta de terrenos de Hamilton Disston

Tras la Guerra Civil, una agencia llamada Fondo de Mejoras Internas (IIF), encargada de utilizar el dinero de las subvenciones para mejorar las infraestructuras de Florida mediante canales, líneas de ferrocarril y carreteras, estaba ansiosa por librarse de la deuda contraída por la Guerra Civil. Los fideicomisarios del IIF encontraron a un promotor inmobiliario de Pensilvania llamado Hamilton Disston que estaba interesado en poner en marcha planes para drenar la tierra con fines agrícolas. Se convenció a Disston para que comprara 4.000.000 acres (16.000 km²) de tierra por 1 millón de dólares en 1881 (31,6 millones de dólares en 2023). El New York Times la declaró la mayor compra de tierras jamás realizada por un particular. Disston comenzó a construir canales cerca de St. Cloud para bajar la cuenca de los ríos Caloosahatchee y Kissimmee. Sus trabajadores e ingenieros se enfrentaron a condiciones similares a las de los soldados durante las Guerras semínolas; era un trabajo angustioso y agotador en condiciones peligrosas. Al principio, los canales parecían funcionar para bajar el nivel del agua en los humedales que rodeaban los ríos. Se construyó otra vía navegable dragada entre el golfo de México y el lago Okeechobee, que abrió la región al tráfico de barcos de vapor.
Los ingenieros de Disston también se centraron en el lago Okeechobee. Como dijo un colega, "Okeechobee es el punto a atacar"; los canales debían ser "iguales o mayores que la afluencia del valle de Kissimmee, que es la fuente de todo el mal". Disston patrocinó la excavación de un canal de 11 millas (18 km) de largo desde el lago Okeechobee hacia Miami, pero se abandonó cuando la roca resultó ser más densa de lo que los ingenieros habían esperado. Aunque los canales redujeron las aguas subterráneas, su capacidad era insuficiente para la estación húmeda. Un informe que evaluaba el fracaso del proyecto concluía: "La reducción de las aguas es simplemente una cuestión de capacidad suficiente en los canales que pueden excavarse para su alivio".
Aunque los canales de Disston no drenaron, su compra impulsó la economía de Florida. Fue noticia y atrajo tanto a turistas como a compradores de terrenos. En cuatro años, el valor de las propiedades se duplicó y la población aumentó considerablemente. Uno de los recién llegados fue el inventor Thomas Edison, que compró una casa en Fort Myers. Disston abrió oficinas inmobiliarias por todo Estados Unidos y Europa, y vendió terrenos a 5 dólares el acre, estableciendo ciudades en la costa oeste y en el centro de Florida. Los turistas ingleses en particular fueron el objetivo y respondieron en gran número. Florida aprobó sus primeras leyes de aguas para "construir desagües, zanjas o cursos de agua a petición de dos o más terratenientes" en 1893.

### Los ferrocarriles de Henry Flagler
Gracias a la compra de Disston, el IIF pudo patrocinar proyectos ferroviarios, y la oportunidad se presentó cuando el magnate del petróleo Henry Flagler quedó encantado con San Agustín durante unas vacaciones. Construyó el opulento Hotel Ponce de León en San Agustín en 1888, y empezó a comprar terrenos y a construir líneas de ferrocarril a lo largo de la costa este de Florida, primero desde Jacksonville a Daytona, y luego tan al sur como Palm Beach en 1893. Flagler fundó "the Styx", un asentamiento para los trabajadores de los hoteles y de la línea férrea al otro lado del río, desde la isla barrera que contenía Palm Beach, que se convirtió en West Palm Beach. Por el camino construyó hoteles resort, transformando los puestos de avanzada territoriales en destinos turísticos y las tierras que bordeaban las líneas férreas en explotaciones de cítricos.
El invierno de 1894-1895 produjo una amarga helada que mató los árboles de cítricos tan al sur como Palm Beach. Julia Tuttle, residente en Miami, envió a Flagler un azahar inmaculado y una invitación para visitar Miami, con el fin de persuadirle de que construyera el ferrocarril más al sur. A pesar de que Flagler la había rechazado varias veces, finalmente accedió y en 1896 la línea férrea se había extendido hasta la bahía de Biscayne. Tres meses después de la llegada del primer tren, los residentes de Miami, 512 en total, votaron a favor de constituir la ciudad en sociedad. Flagler promocionó Miami como "Ciudad Mágica" por todo Estados Unidos y se convirtió en un destino privilegiado para los más adinerados tras la apertura del hotel Royal Palm.

### El "Imperio de los Everglades" de Broward

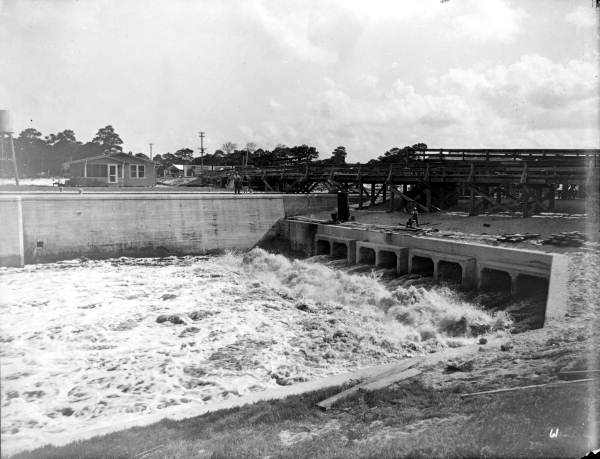
Una esclusa de canal en el Distrito de Drenaje de los Everglades hacia 1915

A pesar de la venta de 4.000.000 de acres (16.000 km²) a Disston y de que el precio de la tierra se disparó, a principios del siglo XX el IIF estaba en bancarrota debido a su mala gestión. Siguieron batallas legales entre el Estado de Florida y los propietarios del ferrocarril sobre a quién pertenecían los derechos de venta de las tierras recuperadas en los Everglades. En la campaña para gobernador de 1904, el candidato más fuerte, Napoleon Bonaparte Broward, hizo del drenaje de los Everglades uno de sus principales planes. Llamó al futuro del sur de Florida el "Imperio de los Everglades" y comparó su potencial con el de Holanda y Egipto: "De hecho, sería un comentario sobre la inteligencia y la energía del Estado de Florida confesar que una hazaña de ingeniería tan simple como el drenaje de un cuerpo de tierra sobre el mar estaba por encima de su poder", escribió a los votantes. Poco después de su elección, cumplió su promesa de "drenar ese abominable pantano plagado de pestilencias" e impulsó a la legislatura de Florida a formar un grupo de comisionados para supervisar la recuperación de las tierras inundadas. Empezaron por cobrar impuestos a los condados que se verían afectados por los intentos de drenaje, a 5 centavos el acre, y formaron el Distrito de Drenaje de los Everglades en 1907.
En 1906, Broward encargó a James O. Wright, ingeniero cedido al Estado de Florida por la Oficina de Investigaciones de Drenaje del Departamento de Agricultura, que elaborara planes de drenaje. En 1908 se habían construido dos dragas, pero sólo habían cortado 9,7 km de canales. El proyecto se quedó rápidamente sin dinero, por lo que Broward vendió al promotor inmobiliario Richard "Dicky" J. Bolles un millón de dólares en terrenos de los Everglades, 500.000 acres (2.000 km²), antes de que se hubiera presentado el informe del ingeniero. Se entregaron al IIF resúmenes del informe de Wright en los que se afirmaba que ocho canales bastarían para drenar 1.850.000 acres (7.500 km²) a un coste de un dólar el acre. Los resúmenes se entregaron a promotores inmobiliarios que los utilizaron en sus anuncios, y Wright y el USDA recibieron presiones del sector inmobiliario para que publicaran el informe lo antes posible. El supervisor de Wright observó errores en el informe, así como un entusiasmo excesivo por el drenaje, y retrasó su publicación en 1910. Circularon diferentes versiones no oficiales del informe -algunas alteradas por los intereses inmobiliarios- y una versión elaborada apresuradamente por el senador Duncan U. Fletcher, llamada Documento 89 del Senado de EE. UU., incluía las primeras declaraciones sin revisar, lo que provocó un frenesí especulativo.

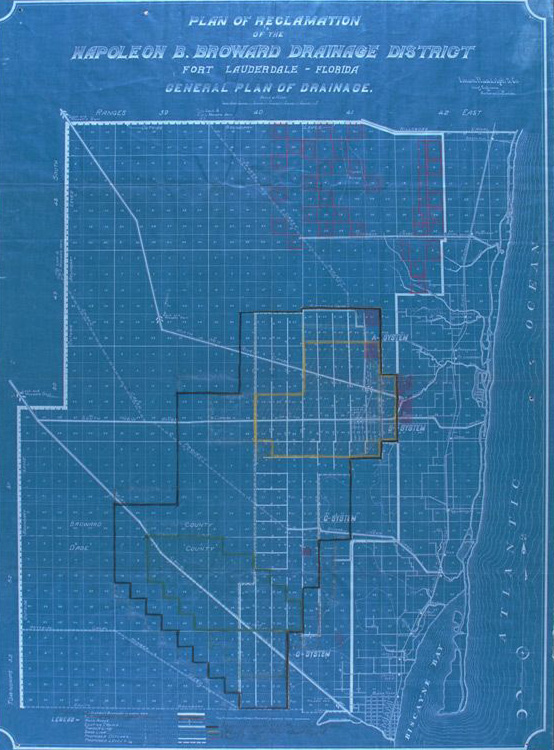
Plano de los canales de drenaje de los Everglades en 1921

El informe inicial de Wright concluía que el drenaje no sería difícil. Construir canales sería más rentable que construir un dique alrededor del lago Okeechobee. El suelo sería fértil tras el drenaje, el clima no se vería afectado negativamente y el enorme lago podría regar las tierras de labranza en la estación seca. Wright basó sus conclusiones en 15 años de datos meteorológicos desde que se empezaron a registrar las precipitaciones en la década de 1890. Sus cálculos se centraron en las ciudades de Jupiter y Kissimmee. Como no se habían registrado datos meteorológicos de ninguna zona de los Everglades, no se incluyó ninguno en el informe. Además, Wright suponía que el año más lluvioso del que se tenía constancia era atípico e insistió en que no debían construirse canales para transportar esa cantidad de agua debido al gasto que supondría. Los cálculos de Wright sobre la capacidad de los canales eran erróneos en un 55%. Su error más grave, sin embargo, fue diseñar los canales para una precipitación máxima de 10 cm de agua al día, basándose en datos erróneos sobre las lluvias de julio y agosto, a pesar de que los datos disponibles indicaban que se habían producido lluvias torrenciales de 25 cm y 30 cm en periodos de 24 horas.
Aunque algunas voces expresaron su escepticismo ante las conclusiones del informe -en particular Frank Stoneman, editor del Miami Evening Record y del posterior Miami Morning News-Record (predecesores del Miami Herald)-, el informe fue aclamado como impecable por proceder de una rama del gobierno de Estados Unidos. En 1912, Florida nombró a Wright supervisor del drenaje, y la industria inmobiliaria se encargó de tergiversar enérgicamente a este ingeniero de nivel medio como la mayor autoridad mundial en drenaje de humedales, a cargo de la Oficina de Recuperación de Tierras de EE. UU. Sin embargo, la Cámara de Representantes de EE. UU. investigó a Wright, ya que no se había publicado oficialmente ningún informe a pesar del dinero que se había pagado por él. Wright acabó retirándose cuando se descubrió que sus colegas no estaban de acuerdo con sus conclusiones y se negaron a aprobar la publicación del informe. Uno de ellos declaró en las audiencias: "Considero al Sr. Wright absoluta y completamente incompetente para cualquier trabajo de ingeniería".
El gobernador Broward se presentó como candidato al Senado de EE. UU. en 1908, pero perdió. Broward y su predecesor, William Jennings, fueron pagados por Richard Bolles para recorrer el estado y promover el drenaje. Broward fue elegido senador en 1910, pero murió antes de tomar posesión. Fue elogiado en toda Florida por su liderazgo e inspiración progresista. La ciudad de Fort Lauderdale, en rápido crecimiento, le rindió homenaje bautizando el condado de Broward con su nombre (el plan original de la ciudad era llamarlo condado de Everglades). Un mes después de la muerte de Broward, las tierras de los Everglades se vendían a 15 dólares el acre. Mientras tanto, Henry Flagler seguía construyendo estaciones de ferrocarril en las ciudades tan pronto como la población lo justificaba. Las noticias sobre el Canal de Panamá le inspiraron para conectar su línea ferroviaria con el puerto de aguas profundas más cercano. La bahía de Biscayne era demasiado poco profunda, por lo que Flagler envió exploradores ferroviarios para estudiar la posibilidad de construir la línea hasta el extremo de Florida continental. Los exploradores informaron de que no había suficiente terreno para construir a través de los Everglades, por lo que Flagler cambió el plan y construyó la línea hasta Cayo Hueso en 1912.

## Recogida de plumas y penachos

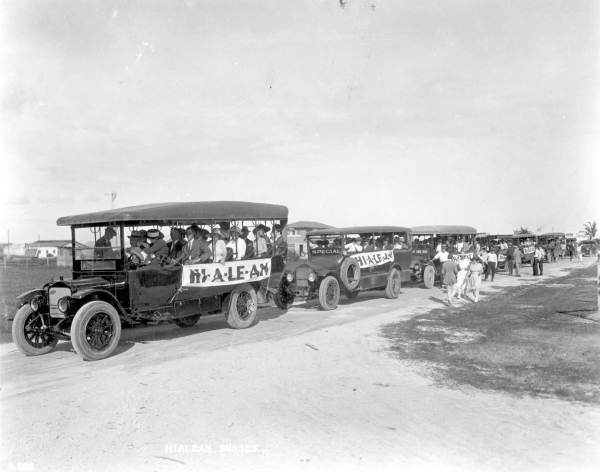
Un grupo de autobuses turísticos conduce a los posibles compradores a los lotes recién drenados en Hialeah en 1921.

Las empresas inmobiliarias siguieron anunciando y vendiendo terrenos a lo largo de los canales recién excavados. En abril de 1912, al final de la estación seca, periodistas de todo EE. UU. visitaron las zonas recientemente drenadas y, al volver a sus periódicos, se deshicieron en elogios. Los promotores inmobiliarios vendieron 20.000 lotes en pocos meses. Pero como las noticias sobre el informe Wright siguieron siendo negativas, el valor de los terrenos cayó en picado y las ventas disminuyeron. Los promotores fueron demandados y detenidos por fraude postal cuando personas que habían gastado los ahorros de toda su vida en comprar tierras llegaron al sur de Florida esperando encontrar una parcela seca en la que construir y, en su lugar, la encontraron completamente bajo el agua. Los anuncios prometían tierras que darían cosechas en ocho semanas, pero a muchos les llevó al menos el mismo tiempo desbrozarlas. Algunos quemaron la hierba de sierra u otra vegetación sólo para descubrir que la turba subyacente seguía ardiendo. Los anuncios prometían tierras que darían cosechas en ocho semanas, pero a muchos les llevó al menos el mismo tiempo desbrozarlas. Algunos quemaron la hierba u otra vegetación para descubrir que la turba subyacente seguía ardiendo. Los animales y tractores utilizados para arar quedaban empantanados en la turba y no servían para nada. Cuando la turba se secaba, se convertía en un fino polvo negro que provocaba tormentas de polvo. Los colonos se encontraban con roedores, lagartijas e insectos picadores, y se enfrentaban a los peligros de los mosquitos, las serpientes venenosas y los caimanes. Aunque al principio los cultivos brotaban con rapidez y exuberancia, enseguida se marchitaban y morían, aparentemente sin motivo. Más tarde se descubrió que la turba y el estiércol carecían de cobre y otros oligoelementos. En 1915, el Departamento de Agricultura de Estados Unidos publicó un panfleto en el que declaraba que sería demasiado costoso mantener drenadas y fertilizadas las tierras a lo largo del canal de New River; los habitantes de Ft. Lauderdale respondieron recogiendo todos los panfletos y quemándolos.
Con el aumento de la población en las ciudades cercanas a los Everglades llegaron las oportunidades de caza. Incluso décadas antes, Harriet Beecher Stowe se había horrorizado ante la caza de los visitantes, y escribió la primera publicación conservacionista de Florida en 1877: "Las cubiertas de los barcos están abarrotadas de hombres cuyo único sentimiento en medio de nuestros magníficos bosques parece ser un salvaje deseo de disparar a algo y que disparan a todo bicho viviente en la orilla". Las nutrias y los mapaches eran los animales más cazados por sus pieles. Las pieles de nutria podían alcanzar entre 8 y 15 dólares cada una. Los mapaches, más abundantes, sólo valían 75 céntimos cada una en 1915 (22,59 $ en 2023). En un solo viaje, un cazador del lago Okeechobee mató 250 caimanes y 172 nutrias.

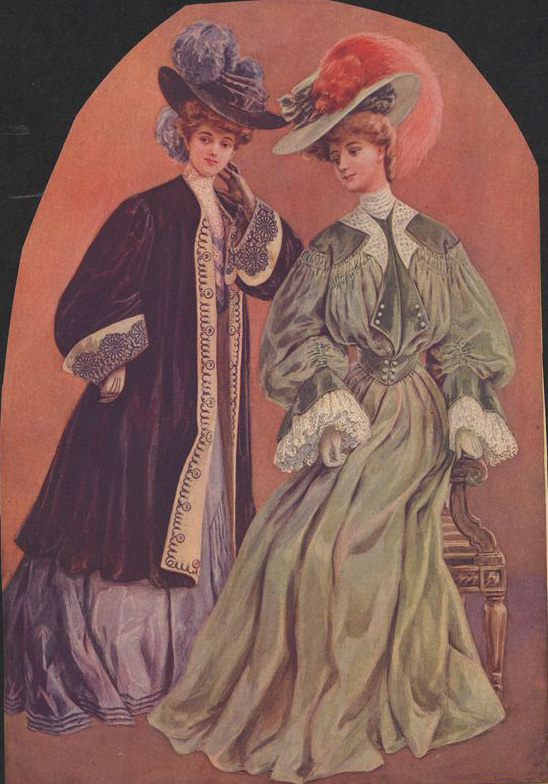
Recorte de una revista de 1904 que muestra los penachos para sombreros de mujer que se recogían de las aves zancudas de los Everglades.

Las aves zancudas eran un objetivo especial. Sus plumas se utilizaron en sombreros de mujer desde finales del siglo XIX hasta la década de 1920. Se calcula que en 1886 se mataron cinco millones de aves por sus plumas. Normalmente se cazaban en primavera, cuando sus plumas se coloreaban para el apareamiento y la nidificación. Las aigrettes, como se llamaban las plumas en el negocio de la sombrerería, se vendían en 1915 a 32 dólares la onza, también el precio del oro. La sombrerería era una industria de 17 millones de dólares al año que motivaba a los recolectores de plumas a acechar en los nidos de garcetas y otras aves grandes durante la temporada de anidación, disparar a los padres con rifles de pequeño calibre y dejar que los polluelos murieran de hambre.  Muchos cazadores se negaron a participar después de ver los espantosos resultados de la caza de plumas, aun así, se podían encontrar plumas de aves zancudas de los Everglades en La Habana, Nueva York, Londres y París. Un comerciante de Nueva York pagó al menos a 60 cazadores para que le proporcionaran "casi cualquier cosa que llevara plumas, pero sobre todo las garzas, espátulas y aves vistosas". Los cazadores podían recoger plumas de un centenar de aves en un buen día.
La recolección de plumas se convirtió en un negocio peligroso. La Sociedad Audubon empezó a preocuparse por la cantidad de caza que se practicaba en las colonias de los manglares. En 1902, contrataron a un vigilante, Guy Bradley, para que vigilara las colonias alrededor del lago Cuthbert. Bradley había vivido en Flamingo, dentro de los Everglades, y fue asesinado en 1905 por uno de sus vecinos después de que éste intentara impedirle cazar. La protección de las aves fue el motivo para establecer el primer refugio de vida salvaje cuando el presidente Theodore Roosevelt estableció Pelican Island como santuario en 1903.
En la década de 1920, tras la protección de las aves y la caza de caimanes casi hasta su extinción, la ley seca creó un medio de vida para quienes estuvieran dispuestos a introducir alcohol de contrabando en EE UU desde Cuba. Los traficantes de ron utilizaban los Everglades como escondite: nunca había suficientes agentes de la ley para patrullarlos. La llegada de la industria pesquera, el ferrocarril y el descubrimiento de las ventajas de añadir cobre al lodo de Okeechobee pronto crearon un número sin precedentes de residentes en nuevas ciudades como Moore Haven, Clewiston y Belle Glade. En 1921, 2.000 personas vivían en 16 nuevas ciudades alrededor del lago Okeechobee. La caña de azúcar se convirtió en el principal cultivo del sur de Florida y comenzó a producirse en masa. Miami experimentó un segundo boom inmobiliario que hizo que un promotor de Coral Gables ganara 150 millones de dólares y que los terrenos no urbanizados al norte de Miami se vendieran a 30.600 dólares el acre.Miami se hizo cosmopolita y experimentó un renacimiento de la arquitectura y la cultura. Las estrellas de Hollywood pasaban sus vacaciones en la zona y los industriales construían suntuosas casas. La población de Miami se multiplicó por cinco, y Ft. Lauderdale y Palm Beach también crecieron muchas veces. En 1925, los periódicos de Miami publicaban ediciones que pesaban más de 7 libras (3,2 kg), la mayoría de publicidad inmobiliaria. Las propiedades frente al mar eran las más valoradas. Se talaron manglares y se sustituyeron por palmeras para mejorar las vistas. Se talaron hectáreas de pino del sur de Florida, algunas para obtener madera, pero se descubrió que la madera era densa y se partía al clavarle clavos. También era resistente a las termitas, pero se necesitaban casas rápidamente. La mayor parte de los pinares del condado de Dade se talaron.

## Huracanes
Los canales propuestos por Wright no consiguieron que las tierras al sur del lago Okeechobee cumplieran las promesas hechas por los promotores inmobiliarios a los agricultores locales. El invierno de 1922 fue inusualmente húmedo y la región quedó bajo el agua. En 1924, la ciudad de Moore Haven recibió 46 pulgadas (1.200 mm) de lluvia en seis semanas. Se presionó a los ingenieros para que regularan el caudal de agua, no sólo para los agricultores sino también para los pescadores comerciales, que a menudo solicitaban niveles de agua conflictivos en el lago. Fred Elliot, encargado de construir los canales tras la jubilación de James Wright, comentó: "Un hombre a un lado del canal quiere que se eleve para su uso particular y otro hombre al otro lado quiere que se baje para su uso particular".

### Huracán de Miami de 1926

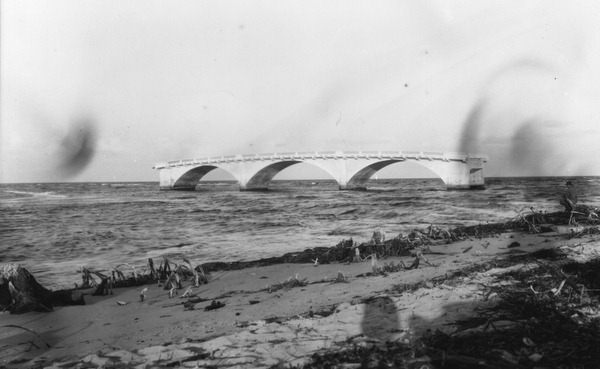
Restos de un puente dañado durante el huracán de Miami de 1926.

La década de 1920 trajo consigo varias condiciones favorables que contribuyeron al auge de la tierra y la población, una de las cuales fue la ausencia de tormentas severas. El último huracán grave, en 1906, había azotado los Cayos de Florida. Sin embargo, el 18 de septiembre de 1926, una tormenta conocida como el Huracán de Miami de 1926 azotó la zona con vientos de más de 140 millas por hora (230 km/h) y causó una devastación masiva. La marejada ciclónica alcanzó los 4,6 m en algunos lugares. El opulento hotel Royal Palm de Henry Flagler quedó destruido junto con muchos otros hoteles y edificios. La mayoría de las personas que murieron lo hicieron al salir corriendo a la calle con incredulidad mientras el ojo del huracán pasaba por encima, sin saber que el viento venía en la otra dirección. "La calma duró 35 minutos, y durante ese tiempo las calles de la ciudad se llenaron de gente", escribió Richard Gray, jefe local de meteorología. "Como resultado, se perdieron muchas vidas durante la segunda fase de la tormenta". Sólo en Miami se contabilizaron 115 muertos, aunque la cifra real podría haber sido de 175, ya que los totales de muertos estaban segregados racialmente. Más de 25.000 personas se quedaron sin hogar en la ciudad. La ciudad de Moore Haven, junto al lago Okeechobee, fue la más afectada. Un dique construido con lodo se derrumbó, ahogando a casi 400 de los 1.200 habitantes de la ciudad. La parte superior de los diques del lago Okeechobee estaba sólo entre 46 y 61 cm (18 y 24 pulgadas) por encima del propio lago y los ingenieros eran conscientes del peligro. Dos días antes del huracán, un ingeniero predijo: "[s]i tenemos un golpe, aunque sea un vendaval, Moore Haven quedará bajo el agua". El ingeniero perdió a su mujer y a su hija en la inundación.

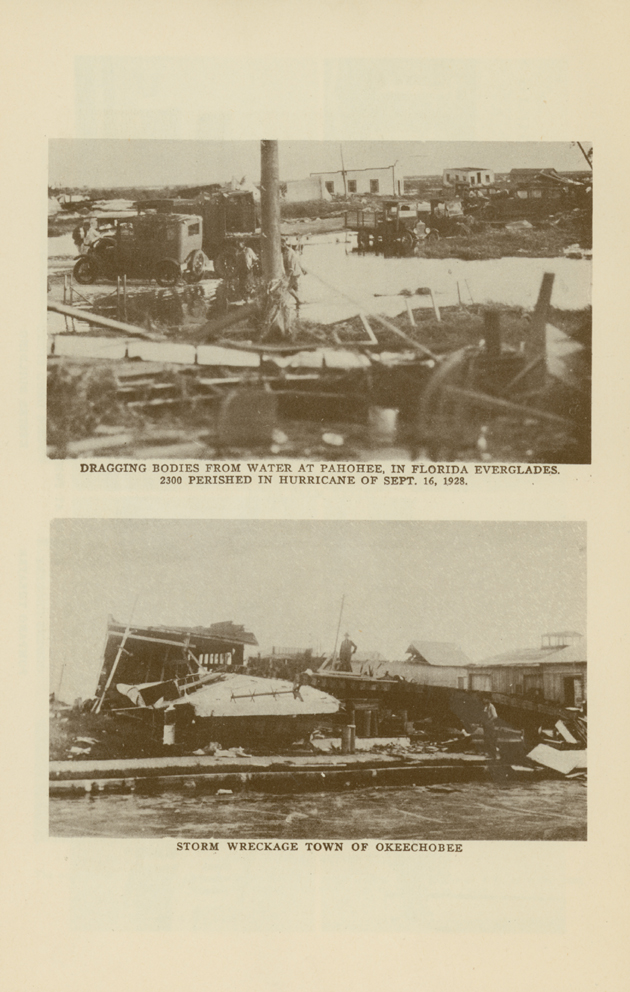
Imágenes de la destrucción en la ciudad de Okeechobee en 1928

La ciudad de Miami respondió al huracán restando importancia a sus efectos y rechazando la ayuda. El Miami Herald declaró dos semanas después de la tormenta que casi todo en la ciudad había vuelto a la normalidad. El gobernador apoyó los esfuerzos por minimizar la apariencia de la destrucción negándose a convocar una sesión legislativa especial para destinar fondos de emergencia a la ayuda. Como resultado, la Cruz Roja Americana sólo pudo recaudar 3 millones de dólares de los 5 millones necesarios. El huracán de 1926 puso fin al boom inmobiliario en Miami, a pesar de los intentos de ocultar sus efectos. También obligó a los comisionados de drenaje a revaluar la eficacia de los canales. Un plan de 20 millones de dólares para construir un dique alrededor del lago Okeechobee, que se pagaría con los impuestos sobre la propiedad, fue rechazado después de que un grupo de escépticos demandara para impedirlo; se habían gastado más de 14 millones de dólares en canales y éstos eran ineficaces a la hora de retirar el exceso de agua o suministrarla cuando se necesitaba.

### Huracán de Okeechobee de 1928
El clima no cambió durante dos años. En 1928 se terminó la construcción de la Tamiami Trail, llamada así porque era la única carretera que unía Tampa y Miami. Los constructores intentaron construir la carretera varias veces antes de volar el lodo hasta la piedra caliza, rellenarlo con roca y pavimentarlo. Las fuertes lluvias del verano hicieron que el lago Okeechobee subiera varios pies; esto fue advertido por el editor de un periódico local, que exigió que se bajara. Sin embargo, el 16 de septiembre de 1928 se desató una gran tormenta, conocida como el huracán Okeechobee de 1928. Miles de personas se ahogaron cuando el lago Okeechobee rompió sus diques; las estimaciones de muertos oscilaban entre 1.770 (según la Cruz Roja) y 3.000 o más. Muchos fueron arrastrados por la corriente y nunca se recuperaron. La mayoría de los muertos eran trabajadores emigrantes negros que se habían asentado recientemente en Belle Glade o sus alrededores. La catástrofe fue noticia nacional y, aunque el gobernador volvió a rechazar la ayuda, después de recorrer la zona y contar 126 cadáveres aún sin enterrar o recoger una semana después de la tormenta, activó a la Guardia Nacional para ayudar en la limpieza y declaró en un telegrama: "Sin exagerar, la situación en la zona de la tormenta es indescriptible".

### Dique Herbert Hoover

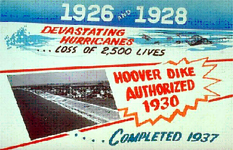
Un cartel anuncia la finalización del dique Herbert Hoover

La atención de los organismos gubernamentales se centró rápidamente en el control de las inundaciones más que en el drenaje. En 1929 se creó el Distrito de Control de Inundaciones de Okeechobee, financiado con fondos estatales y federales. El Presidente Herbert Hoover visitó las ciudades afectadas por el huracán de Okeechobee de 1928 y, como ingeniero que era, ordenó al Cuerpo de Ingenieros del Ejército que ayudara a las comunidades que rodeaban el lago. Entre 1930 y 1937 se construyó un dique de 106 km de largo alrededor del borde sur del lago y otro más corto alrededor del borde norte. Tenía una altura de 34 pies (10 m) y un grosor de 3,5 pies (1,1 m) en el lado del lago, 3 pies (0,91 m) en la parte superior y 2 pies (0,61 m) hacia tierra. El control del dique Hoover y de las aguas del lago Okeechobee se delegó en los poderes federales: Estados Unidos declaró que los límites legales del lago eran de 4,3 m (14 pies) y 5,2 m (17 pies).
También se excavó un enorme canal de 24 m de ancho y 1,8 m de profundidad a través del río Caloosahatchee; cuando el lago subía demasiado, el exceso de agua salía por el canal hacia el Golfo de México. A lo largo del dique de la orilla norte se plantaron árboles exóticos: pinos australianos, robles australianos, sauces y bambú. Se gastaron más de 20 millones de dólares en todo el proyecto. La producción de caña de azúcar se disparó tras la construcción del dique y el canal. La población de las pequeñas ciudades que rodean el lago pasó de 3.000 a 9.000 habitantes tras la II Guerra Mundial.

## Sequía
Los efectos del dique Hoover se dejaron sentir de inmediato. En la década de 1930 se produjo una prolongada sequía, y con el muro impidiendo que el agua saliera del lago Okeechobee y los canales y zanjas retirando el resto del agua, los Everglades se resecaron. La turba se convirtió en polvo y el agua salada del océano entró en los pozos de Miami. Cuando la ciudad contrató a un experto para investigar, éste descubrió que el agua de los Everglades era el agua subterránea de la zona, que aparecía en la superficie. El drenaje de los Everglades eliminó esta agua subterránea, que fue sustituida por agua del océano que se filtraba en los pozos de la zona. En 1939, ardieron 4.000 km² de Everglades y las nubes negras de los incendios de turba y pasto de sierra se cernieron sobre Miami. Los incendios subterráneos de turba quemaron raíces de árboles y plantas sin llegar a quemar las plantas en algunos lugares. Los científicos que tomaron muestras del suelo antes del drenaje no habían tenido en cuenta que la composición orgánica de la turba y el estiércol de los Everglades estaba mezclada con bacterias que contribuían poco al proceso de descomposición bajo el agua porque no estaban mezcladas con oxígeno. En cuanto se drenaba el agua y el oxígeno se mezclaba con el suelo, las bacterias empezaban a descomponerlo. En algunos lugares, hubo que trasladar las casas a pilotes y se perdieron 2,4 m de tierra vegetal.

### Intentos de conservación

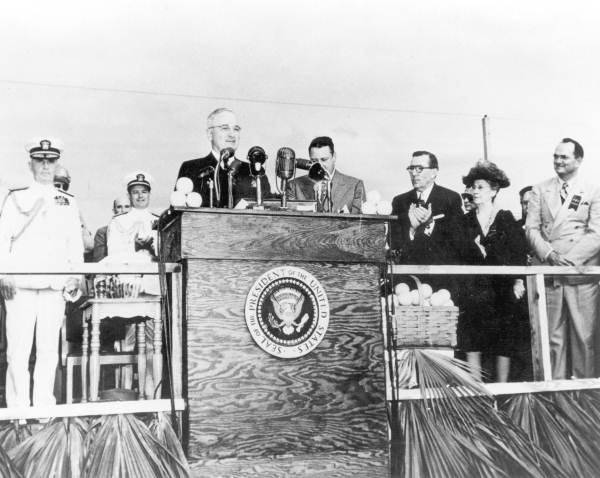
El Presidente Harry Truman dedica el Parque Nacional de los Everglades el 6 de diciembre de 1947

Los conservacionistas preocupados por los Everglades han sido una minoría ruidosa desde que Miami era una ciudad joven. El primer naturalista del sur de Florida, y quizá el más entusiasta, fue Charles Torrey Simpson, que se retiró de la Smithsonian Institution en Miami en 1905, cuando tenía 53 años. Apodado "el sabio de la bahía de Biscayne", Simpson escribió varios libros sobre la flora tropical de Miami. En su patio trasero había una hamaca tropical de madera dura que, según sus cálculos, enseñó a unas 50.000 personas. Aunque tendía a evitar la polémica sobre el desarrollo, en Jardinería ornamental en Florida escribió: "La humanidad tiene en todas partes un deseo insano de malgastar y destruir las cosas buenas y bellas que la naturaleza le ha prodigado".
Aunque la idea de proteger una parte de los Everglades surgió en 1905, cristalizó en 1928, cuando el paisajista de Miami Ernest F. Coe creó la Asociación del Parque Nacional Tropical de los Everglades. Tuvo suficiente apoyo para ser declarado parque nacional por el Congreso en 1934, pero no hubo dinero suficiente durante la Gran Depresión para comprar los 8.100 km² propuestos para el parque. Tuvieron que pasar otros 13 años para que fuera dedicado el 6 de diciembre de 1947. Un mes antes de la inauguración del parque, la ex redactora de The Miami Herald y escritora independiente Marjory Stoneman Douglas publicó su primer libro, The Everglades: River of Grass. Tras investigar la región durante cinco años, describió la historia y la ecología del sur de Florida con gran detalle, caracterizando los Everglades como un río en lugar de un pantano estancado. Douglas escribió más tarde: "Mi colega Art Marshall dijo que con [las palabras "River of Grass"] cambié el conocimiento de todos y eduqué al mundo en cuanto a lo que significaban los Everglades".  El último capítulo se titulaba "The Eleventh Hour" (La undécima hora) y advertía de que los Everglades se acercaban a la muerte, aunque el curso podía invertirse. Su primera tirada se agotó un mes después de su publicación.

## Control de inundaciones
Coincidiendo con la inauguración del Parque Nacional de los Everglades, en 1947 se produjeron en el sur de Florida dos huracanes y una estación húmeda responsable de 100 pulgadas (250 cm) de lluvia, poniendo fin a una sequía que duraba ya una década. Aunque no hubo víctimas humanas, el ganado y los ciervos se ahogaron y el agua estancada permaneció en zonas suburbanas durante meses. Los intereses agrícolas perdieron unos 59 millones de dólares. El asediado jefe del Distrito de Drenaje de los Everglades llevaba una pistola para protegerse tras ser amenazado.

### Proyecto de control de inundaciones en el centro y sur de Florida
En 1948, el Congreso aprobó el Proyecto Regional del Centro y Sur de la Florida para el Control de Inundaciones y Otros Fines (C&SF por sus siglas en inglés) y consolidó bajo éste el Distrito de Drenaje de los Everglades y el Distrito de Control de Inundaciones de Okeechobee. El C&SF utilizó cuatro métodos en la gestión de inundaciones: diques, zonas de almacenamiento de agua, mejoras en los canales y grandes bombas para ayudar a la gravedad. Entre 1952 y 1954, en colaboración con el estado de Florida, construyó un dique de 160 km de largo entre los Everglades orientales y los suburbios de Palm Beach a Homestead, y bloqueó el flujo de agua hacia las zonas pobladas. Entre 1954 y 1963 dividió los Everglades en cuencas. En los Everglades septentrionales estaban las Áreas de Conservación del Agua (WCA por sus siglas en inglés) y el Área Agrícola de los Everglades (EAA) que bordeaba por el sur el lago Okeechobee. En el sur de los Everglades estaba el Parque Nacional de los Everglades. Diques y estaciones de bombeo bordeaban cada WCA, que liberaban agua en épocas más secas y la retiraban y bombeaban al océano o al Golfo de México en épocas de crecida. Las WCA ocupaban aproximadamente el 37% de los Everglades originales.
Durante las décadas de 1950 y 1960, el área metropolitana del sur de Florida creció cuatro veces más rápido que el resto del país. Entre 1940 y 1965, 6 millones de personas se trasladaron al sur de Florida: 1.000 personas se trasladaron a Miami cada semana. El desarrollo urbano entre mediados de los 50 y finales de los 60 se cuadruplicó. Gran parte del agua recuperada de los Everglades se envió a las nuevas zonas urbanizadas. Con el crecimiento metropolitano llegaron los problemas urbanos asociados a la rápida expansión: atascos de tráfico, masificación escolar, delincuencia, plantas de tratamiento de aguas residuales sobrecargadas y, por primera vez en la historia urbana del sur de Florida, escasez de agua en épocas de sequía.
La C&SF construyó más de 1.600 km de canales y cientos de estaciones de bombeo y diques en tres décadas. Produjo una película, Waters of Destiny (Aguas del destino), calificada por el autor Michael Grunwald de propaganda, que comparaba la naturaleza con una fuerza villana y chillona de rabia y declaraba que la misión de la C&SF era domar la naturaleza y hacer útiles los Everglades. La dirección del Parque Nacional de los Everglades y Marjory Stoneman Douglas apoyaron inicialmente a la C&SF, ya que prometía mantener los Everglades y gestionar el agua de forma responsable. Sin embargo, un primer informe del proyecto reflejaba las actitudes locales sobre los Everglades como prioridad para los habitantes de las zonas desarrolladas cercanas: "El atractivo estético del Parque nunca podrá ser tan fuerte como las exigencias del hogar y el sustento. El manatí y la orquídea significan algo para la gente de forma abstracta, pero el primero no puede forrar su cartera, ni la segunda llenar sus estómagos vacíos".
El establecimiento de la C&SF hizo que el Parque Nacional de los Everglades dependiera por completo de otra entidad política para su supervivencia. Uno de los proyectos de la C&SF fue el dique 29, tendido a lo largo del Tamiami Trail en el límite norte del parque. El dique 29 contaba con cuatro compuertas de control de inundaciones que controlaban toda el agua que entraba en el Parque Nacional de los Everglades; antes de su construcción, el agua fluía a través de tuberías de desagüe abiertas. El periodo comprendido entre 1962 y 1965 fue de sequía para los Everglades y el dique 29 permaneció cerrado para permitir que el acuífero de Biscayne -la fuente de agua dulce del sur de Florida- se mantuviera lleno. Los animales empezaron a cruzar el Tamiami Trail en busca del agua del WCA 3 y muchos murieron atropellados. Los biólogos calculan que la población de caimanes del Parque Nacional de los Everglades se redujo a la mitad; las nutrias casi se extinguieron. Las poblaciones de aves zancudas se habían reducido un 90% desde la década de 1940. Cuando la dirección del parque y el Departamento del Interior de EE UU pidieron ayuda a la C&SF, ésta se ofreció a construir un dique a lo largo del límite sur del Parque Nacional de los Everglades para retener las aguas que históricamente fluían a través de los manglares hasta la bahía de Florida. Aunque la C&SF se negó a enviar más agua al parque, construyó el Canal 67, que bordea el lado este del parque y transporta el exceso de agua del lago Okeechobee al Atlántico.

### Zona agrícola de los Everglades (EAApor sus siglas en inglés)

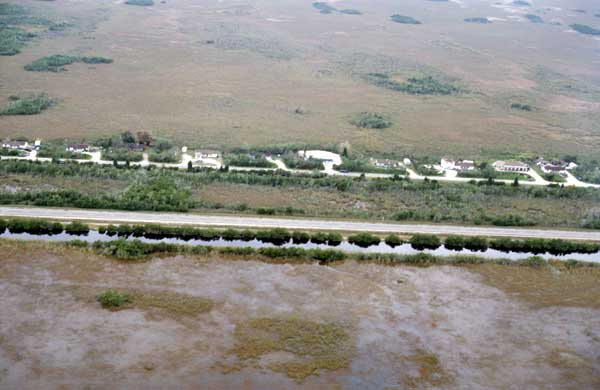
Una foto del Servicio Geológico de EE. UU. de 2003 que muestra la frontera entre el Área de Conservación de Agua 3 (abajo), con agua, y el Parque Nacional de los Everglades, seco (arriba).

La C&SF estableció 470.000 acres (1.900 km²) para el Área Agrícola de los Everglades, el 27% de los Everglades antes de su desarrollo. A finales de la década de 1920, los experimentos agrícolas indicaron que la adición de grandes cantidades de sulfato de manganeso al estiércol de los Everglades producía cosechas de hortalizas rentables. Añadir 45 kg (100 libras) del compuesto era más rentable que añadir 0,91 t (1 tonelada corta) de estiércol. El principal cultivo comercial de los EAA es la caña de azúcar, aunque también se cultiva tepes, frejoles, lechuga, apio y arroz. La caña de azúcar se convirtió en una industria más consolidada que cualquier otro cultivo; en 1940 la coalición de granjas pasó a llamarse U.S. Sugar y ésta producía el 86% del azúcar de los Everglades.En la década de 1930, la coalición de cultivadores de caña de azúcar fue investigada por prácticas laborales que rozaban la esclavitud. Se atraía a empleados potenciales -principalmente jóvenes negros- de todo Estados Unidos con la promesa de puestos de trabajo, pero se les responsabilizaba económicamente de la formación, el transporte, el alojamiento y la manutención y otros gastos. Abandonar el trabajo mientras se tenían deudas se castigaba con penas de cárcel. En 1942, U.S. Sugar fue acusada de peonaje en un tribunal federal, aunque los cargos fueron finalmente desestimados por un tecnicismo. U.S. Sugar se benefició significativamente del embargo estadounidense a los productos cubanos a partir de principios de los años 60. En 1958, antes del régimen castrista, se cosechaban 47.000 acres (190 km2) de caña de azúcar en Florida; en la temporada 1964-1965, se cosechaban 228.000 acres (920 km2). De 1959 a 1962, la región pasó de tener dos ingenios azucareros a seis, uno de los cuales, en Belle Glade, batió varios récords mundiales de producción de azúcar.
Los campos de las EAA suelen tener 40 acres (16 ha), con dos lados bordeados por canales que se conectan a otros mayores por los que se bombea el agua hacia dentro o hacia fuera en función de las necesidades de los cultivos. El nivel de agua para la caña de azúcar se mantiene idealmente a 51 cm (20 pulgadas) por debajo de la superficie del suelo y, una vez cosechada la caña, se queman los tallos. Las hortalizas requieren más abono que la caña de azúcar, aunque los campos pueden asemejarse a la hidrología histórica de los Everglades al inundarse en la estación húmeda. La caña de azúcar, sin embargo, requiere agua en la estación seca. Los fertilizantes utilizados en las hortalizas, junto con las altas concentraciones de nitrógeno y fósforo que son el subproducto del suelo descompuesto necesario para la producción de caña de azúcar, se bombearon a las WCA al sur del EAA, predominantemente al Parque Nacional de los Everglades. La introducción de grandes cantidades de estas plantas exóticas permitió que se afianzaran en los Everglades. Una de las características que definen la ecología natural de los Everglades es su capacidad para mantenerse en un entorno pobre en nutrientes, y la introducción de fertilizantes empezó a cambiar esta ecología.

## Punto de inflexión
El punto de inflexión para el desarrollo de los Everglades se produjo en 1969, cuando se propuso la construcción de un aeropuerto de sustitución, ya que el Aeropuerto Internacional de Miami superaba su capacidad. Los promotores empezaron a adquirir terrenos, pagando 180 dólares por acre en 1968, y la Autoridad Portuaria del Condado de Dade (DCPA) compró 39 millas cuadradas (100 km2) en el pantano Big Cypress Swamp sin consultar a la C&SF, a la dirección del Parque Nacional de los Everglades ni al Departamento de Interior. La dirección del parque se enteró de la compra oficial y del acuerdo para construir el aeropuerto por The Miami Herald el mismo día en que se anunció. La DCPA arrasó el terreno que había comprado y construyó una única pista que, según declaró, era para el entrenamiento de pilotos. Se planeó que el nuevo aeropuerto fuera mayor que los aeropuertos O'Hare, Dulles, JFK y LAX juntos; la ubicación elegida fue 9,7 km al norte del Parque Nacional de los Everglades, dentro de la WCA 3. El subdirector de la DCPA declaró: "Este va a ser uno de los grandes centros de población de América. Haremos todo lo posible para cumplir con nuestras responsabilidades y con las responsabilidades de todos los hombres de ejercer el dominio sobre la tierra, el mar y el aire que nos rodea como pretende el orden superior del hombre.
La C&SF llamó la atención nacional sobre la propuesta del aeropuerto enviando cartas al respecto a 100 grupos conservacionistas de EE. UU. La reacción inicial de la prensa local condenó a los grupos conservacionistas, que se opusieron inmediatamente al proyecto. Business Week informó de que los precios inmobiliarios habían subido de 200 a 800 dólares por acre en los alrededores de la ubicación prevista, y Life escribió sobre las expectativas de los intereses comerciales de la zona. El estudio del Servicio Geológico de EE. UU. sobre el impacto medioambiental del aeropuerto de reacción comenzaba así: "El desarrollo del aeropuerto de reacción propuesto y sus instalaciones asociadas... destruirán inexorablemente el ecosistema del sur de Florida y, por tanto, el Parque Nacional de los Everglades. Se pretendía que el aeropuerto de reacción diera sustento a una comunidad de un millón de personas y 60.000 empleos. El director de la DCPA declaró a Time: "Me interesa más la gente que los caimanes. Este es el lugar ideal en lo que respecta a la aviación.
Cuando los estudios indicaron que el proyecto de aeropuerto generaría 15.000.000 de litros de aguas residuales al día y 9.100 toneladas de contaminantes al año, los medios de comunicación nacionales se hicieron eco de la noticia. La revista Science escribió, en una serie sobre la protección del medio ambiente en la que destacaba el proyecto del aeropuerto: "Los científicos medioambientales son cada vez más conscientes de que, sin una planificación cuidadosa, el desarrollo de una región y la conservación de sus recursos naturales no van de la mano". El New York Times lo calificó de "plan para el desastre", y el senador de Wisconsin Gaylord Nelson escribió al Presidente Richard Nixon expresando su oposición: "Es una prueba de si en este país estamos realmente comprometidos con la protección del medio ambiente.El gobernador Claude Kirk retiró su apoyo al proyecto, y Marjory Stoneman Douglas, de 78 años, fue convencida para salir de gira y pronunciar cientos de discursos en contra. Creó "Amigos de los Everglades" y animó a más de 3.000 miembros a unirse. En un principio, el Departamento de Transporte de EE. UU. se comprometió a financiar el aeropuerto, pero tras las presiones, Nixon lo desautorizó. En su lugar, creó la Reserva Nacional de Big Cypress, anunciándola en el Mensaje Especial al Congreso que esbozaba el Programa Medioambiental de 1972. Tras la propuesta del puerto, la restauración de los Everglades se convirtió no sólo en una prioridad estatal, sino también internacional. En la década de 1970, los Everglades fueron declarados Reserva Internacional de la Biosfera y Patrimonio de la Humanidad por la UNESCO, y Humedal de Importancia Internacional por la Convención de Ramsar, convirtiéndose en uno de los tres únicos lugares del planeta que han aparecido en las tres listas.